# 端点星
端点星（Terminus）是以撒·艾西莫夫基地系列小说中一个位于银河系边缘的虚构的行星，是基地（后为基地联邦）的首都。

## 地理
端点星位于银河螺旋臂的最前缘，是伴随该处一颗孤独恒星的唯一行星。在基地系列之前，离端点星最近的住人行星是8秒差距（26光年）之外的安納克里昂。端点星离位于银河中心附近的第一银河帝国首都川陀有大约一万秒差距的距离，所以有人认为它是离银河中心最远的行星，端点星也因此得名“线的端点”。在端点星表面观察宇宙，几乎看不见单一的恒星，只有巨大的银河透镜。
行政區劃上屬於聖塔尼星區，但是一直是安納克里昂星區中安納克瑞昂王國的勢力範圍。
端点星有很高的水陆比，有将近一万个住人的岛屿，但没有一块真正意义上的大陆，首府端点市位于唯一的一个大岛上。
端點星的氣候溫和。和其他住人行星一樣，端點有著一顆鎳鐵地核，並有著巨大的地磁場；但是它的自然資源極為貧乏，地表岩石幾乎不含金屬元素，幾乎沒有任何經濟價值，在被發現五個世紀後，仍然沒有移民遷入。在基地早期年代中，鋼十分值錢，以至於用以鑄造硬幣。
在人類移民此地之前，端點星存在著一些低等生命。但《銀河百科全書》編撰者登陸後，帶來了人類的原有物種，這些低等生命瀕臨滅絕。

### 主要城市
端点市，端点星和基地的首府，有很多名胜地方：
- 市政厅—基地（后为基地联邦）的最高行政机关，包括市议会和市长办公室
- 市政厅公园
- 百科全书广场
- 福莱斯纳镇，位于市郊
- 哈定大厦，综合公寓大厦
- 马洛堂，音乐厅
- 赛佛·哈定起源博物馆（哈定博物馆），讲述基地历史，收藏《银河百科全书》的最早版本
- 谢顿穹窿，在“谢顿危机”期间播播放哈里·谢顿生前亲自录制的全息信息，以回答基地公民一些重要的问题
- 端点市太空港
- 终极太空港

Agyropol
牛顿市
斯坦马克市（阿卡迪·达瑞尔的故乡）